# Южный Парк (2-й сезон)
Второй сезон американского анимационного телесериала «Южный Парк» впервые транслировался в США на телеканале Comedy Central с 1 апреля 1998 года по 20 января 1999 года.

## Актёрский состав

### Основной состав
- Трей Паркер — Стэн Марш / Эрик Картман / Рэнди Марш / мистер Гаррисон / Клайд Донован / мистер Хэнки / мистер Маки / Стивен Стотч / Джимми Волмер / Тимми Барч / Филлип
- Мэтт Стоун — Кайл Брофловски / Кенни Маккормик / Баттерс Стотч / Джеральд Брофловски / Стюарт Маккормик / Пип Пиррип / Крэйг Такер / Джимбо Керн / Терренс / Твик Твик / Иисус
- Мэри Кей Бергман — Лиэн Картман / Шейла Брофловски / Шелли Марш / Шерон Марш / миссис Маккормик / Венди Тестабургер
- Айзек Хейз — Шеф

### Приглашённые звёзды
- Генри Уинклер — монстр[1]
- Джей Лено в роли самого себя[1]
- Брент Масбургер — нога Сказложопа[1]
- Джонатан Кац — доктор Кац[2]
- Дайан Бахар — диктор «Коровьих дней»
- Джо Страммер, Rancid, Оззи Осборн, Ween, Primus, Элтон Джон, Мит Лоуф, Рик Джеймс, DMX и Devo в роли самих себя[3]

## Эпизоды
| № общий | № в сезоне | Название                                                                                          | Режиссёр    | Автор сценария                           | Дата премьеры    | Произв. код | Зрители США (млн) |
| --- | ---------- | ------------------------------------------------------------------------------------------------- | ----------- | ---------------------------------------- | ---------------- | ----------- | ----------------- |
| 14 | 1          | «Не без моего ануса» «Terrance and Phillip in Not Without My Anus»                                | Трей Паркер | Триша Никсон и Трей Паркер               | 1 апреля 1998    | 201         | 5,549             |
| Терренс и Филлип спасают Канаду от завоевания Саддамом Хусейном и борются со своим врагом Скоттом.                                                                                            |            |                                                                                                   |             |                                          |                  |             |                   |
| 15 | 2          | «Мамаша Картмана по-прежнему грязная шлюха» «Cartman’s Mom Is Still a Dirty Slut»                 | Трей Паркер | Дэвид Гудман и Трей Паркер               | 22 апреля 1998   | 202         | 6,202             |
| Съёмочную группу, приехавшую на место покушения на Мефесто, изолировало от внешнего мира. Картман наконец узнает, кто его отец.                                                               |            |                                                                                                   |             |                                          |                  |             |                   |
| 16 | 3          | «Пиписька Айка» «Ike’s Wee Wee»                                                                   | Трей Паркер | Трей Паркер                              | 20 мая 1998      | 204         | 4,894             |
| Друзья выясняют, что такое обрезание. Кайл узнает, что его брат Айк — приёмный. Мистер Маки уходит из школы и экспериментирует с наркотиками.                                                 |            |                                                                                                   |             |                                          |                  |             |                   |
| 17 | 4          | «Куролюб» «Chickenlover»                                                                          | Трей Паркер | Трей Паркер, Мэтт Стоун и Дэвид Гудман   | 27 мая 1998      | 203         | 4,556             |
| Для того, чтобы поймать зоофила, сношающегося с курами жителей Южного Парка, офицер Барбреди должен научиться читать. Он назначает ребят помогать ему в этом деле.                            |            |                                                                                                   |             |                                          |                  |             |                   |
| 18 | 5          | «Женщина с приросшим эмбрионом» «Conjoined Fetus Lady»                                            | Трей Паркер | Трей Паркер, Мэтт Стоун и Дэвид Гудман   | 3 июня 1998      | 205         | 3,947             |
| Друзья отправляются в Китай на финал чемпионата мира по доджболу. В городе объявлена неделя имени медсестры, страдающей мислексией сросшихся близнецов.                                       |            |                                                                                                   |             |                                          |                  |             |                   |
| 19 | 6          | «Мексиканская зырящая лягушка с южной Шри-Ланки» «The Mexican Staring Frog of Southern Sri Lanka» | Трей Паркер | Трей Паркер и Мэтт Стоун                 | 10 июня 1998     | 206         | 4,160             |
| Дядя Джимбо и Иисус ведут конкурирующие телепередачи. Ребята решают подставить Джимбо, однако делают его шоу только популярнее.                                                               |            |                                                                                                   |             |                                          |                  |             |                   |
| 20 | 7          | «Город на краю вечности» «City on the Edge of Forever»                                            | Трей Паркер | Трей Паркер и Нэнси Пиментал             | 17 июня 1998     | 207         | 4,798             |
| Друзья вспоминают прошлое, застряв в школьном автобусе на краю пропасти, а мисс Крабтри находит любовь и становится стенд-ап-комиком.                                                         |            |                                                                                                   |             |                                          |                  |             |                   |
| 21 | 8          | «Лето — отстой» «Summer Sucks»                                                                    | Трей Паркер | Нэнси Пиментал и Трей Паркер             | 24 июня 1998     | 208         | 3,866             |
| Наступило лето, и мистер Гаррисон потерял мистера Шляпу. По всему штату вводят запрет на фейерверки, и городские власти пытаются придумать что-нибудь вместо них.                             |            |                                                                                                   |             |                                          |                  |             |                   |
| 22 | 9          | «Солёные шоколадные яйца Шефа» «Chef’s Chocolate Salty Balls»                                     | Трей Паркер | Трей Паркер, Мэтт Стоун и Нэнси Пиментал | 19 августа 1998  | 209         | 5,273             |
| В Южный Парк приезжает независимый кинофестиваль. Друзья выясняют, что он вредит экосистеме города, и начинают с ним бороться.                                                                |            |                                                                                                   |             |                                          |                  |             |                   |
| 23 | 10         | «Ветрянка» «Chickenpox»                                                                           | Трей Паркер | Трей Паркер, Мэтт Стоун и Триша Никсон   | 26 августа 1998  | 210         | 4,989             |
| Матери мальчиков хотят, чтобы они заразились ветрянкой, а те пишут сочинения на тему «Как бы я улучшил Америку».                                                                              |            |                                                                                                   |             |                                          |                  |             |                   |
| 24 | 11         | «Роджеру Эберту следует отказаться от жирной пищи» «Roger Ebert Should Lay Off the Fatty Foods»   | Трей Паркер | Трей Паркер и Дэвид Гудман               | 2 сентября 1998  | 211         | 4,088             |
| Смотритель планетария промывает мозги всему городу, кроме Картмана, который уезжает на кастинг в рекламный ролик сырных подушечек.                                                            |            |                                                                                                   |             |                                          |                  |             |                   |
| 25 | 12         | «Домики для игр» «Clubhouses»                                                                     | Трей Паркер | Трей Паркер и Нэнси Пиментал             | 23 сентября 1998 | 212         | 3,490             |
| Друзья строят два конкурирующих домика для игр, а Биби Стивенс влюбляется в Кайла. Родители Стэна расходятся.                                                                                 |            |                                                                                                   |             |                                          |                  |             |                   |
| 26 | 13         | «Коровьи дни» «Cow Days»                                                                          | Трей Паркер | Трей Паркер и Дэвид Гудман               | 30 сентября 1998 | 213         | 3,423             |
| В городе проходит ежегодное родео и карнавал «Коровьи дни». Друзья заставляют Картмана участвовать в скачках на быках, чтобы выиграть 5000 долларов.                                          |            |                                                                                                   |             |                                          |                  |             |                   |
| 27 | 14         | «Шефская помощь» «Chef Aid»                                                                       | Трей Паркер | Трей Паркер и Мэтт Стоун                 | 7 октября 1998   | 214         | 3,212             |
| Звукозаписывающая компания крадёт песню Шефа и подаёт на него же в суд. Друзья пытаются ему помочь, а мистер Гаррисон хочет разобраться в себе.                                               |            |                                                                                                   |             |                                          |                  |             |                   |
| 28 | 15         | «Страшная рыбка» «Spookyfish»                                                                     | Трей Паркер | Трей Паркер                              | 28 октября 1998  | 215         | 4,910             |
| Рыбка Стэна убивает людей. Вслед за рыбкой из злого параллельного мира появляется «злой» Картман, который куда лучше «доброго».                                                               |            |                                                                                                   |             |                                          |                  |             |                   |
| 29 | 16         | «Счастливого Рождества, Чарли Мэнсон!» «Merry Christmas, Charlie Manson!»                         | Эрик Стоф   | Трей Паркер и Нэнси Пиментал             | 9 декабря 1998   | 216         | 3,281             |
| Стэн убегает из дома, чтобы провести Рождество с родственниками Картмана. Там он с друзьями встречает Чарльза Мэнсона.                                                                        |            |                                                                                                   |             |                                          |                  |             |                   |
| 30 | 17         | «Гномы» «Gnomes»                                                                                  | Трей Паркер | Пэм Брэди, Трей Паркер и Мэтт Стоун      | 16 декабря 1998  | 217         | 3,011             |
| Друзьям вместе с Твиком надо написать доклад о текущих событиях в городе. Твик предлагает в качестве темы кальсонных гномов, но его отец хочет с помощью детей закрыть конкурирующую кофейню. |            |                                                                                                   |             |                                          |                  |             |                   |
| 31 | 18         | «Доисторический ледяной человек» «Prehistoric Ice Man»                                            | Эрик Стоф   | Трей Паркер и Нэнси Пиментал             | 20 января 1999   | 218         | 3,599             |
| Стэн и Кайл находят человека, замёрзшего в 1996 году. Мефесто считает его уникальным существом, однако тот просто хочет домой.                                                                |            |                                                                                                   |             |                                          |                  |             |                   |

## Релиз
Первый сезон сериала закончился эпизодом «Мамаша Картмана — грязная шлюха», вышедшем на Comedy Central 25 февраля 1998 года с захватывающим финалом, касающегося личности отца Картмана. Эпизод, запланированный на 1 апреля 1998 года, обещал раскрыть тайну, но на самом деле был шуткой на День смеха со стороны создателя: «Не без моего ануса», целый эпизод, вращающийся вокруг двух главных героев. Предполагалось, что эпизод на 1 апреля будет разовым, а остальная часть сезона начнётся в мае. Однако из-за крайне негативной реакции фанатов, эпизод, раскрывающий сюжетную линию отца Картмана, «Мамаша Картмана по-прежнему грязная шлюха», был перенесён с запланированной даты выхода в эфир 20 мая на 22 апреля. Эпизод «Пиписька Айка» начал серию из шести эпизодов, еженедельный выход которых, начался 20 мая.
Сезон шёл с летним перерывом на полтора месяца и вернулся для показа шести эпизодов 19 августа с эпизодом «Солёные шоколадные яйца Шефа». Следующая часть вышла после трёхнедельного перерыва с хэллоуинским эпизодом «Страшная рыбка», который вышел в эфир 28 октября. Следующими двумя эпизодами были «Счастливого Рождества, Чарли Мэнсон!» и «Гномы», вышедшие в эфир 9 и 16 декабря соответственно. Финальный эпизод сезона «Доисторический ледяной человек» вышел в эфир после пятинедельного перерыва, 20 января 1999 года. Третий сезон начался несколько месяцев спустя, в апреле 1999 года.